# Jalel Ben Brik Zoghlami
Cet article concerne un homme politique. Pour le facebooker, voir Jalel Brick.
Jalel Ben Brik Zoghlami est un homme politique tunisien, frère du journaliste et écrivain Taoufik Ben Brik.
Avocat de profession, il est emprisonné en mai 2000 pour avoir soutenu son frère, en grève de la faim pour protester contre les violations des libertés.
Le 26 janvier 2001, il fonde le journal Kaws el Karama (L'Arc de la dignité), dont il est rédacteur en chef. Après son lancement, il entame une grève de la faim pour revendiquer sans succès son autorisation. Le 10 août 2004, il est poursuivi en justice pour avoir endommagé une voiture de police, mais obtient finalement un non lieu.
Leader de l'Organisation communiste révolutionnaire (section tunisienne de la Quatrième Internationale), il devient porte-parole de la Ligue de la gauche ouvrière, membre du Front populaire, après la révolution de 2011.
Il est marié en 1993 à Ahlem Belhadj, psychiatre et présidente de l'Association tunisienne des femmes démocrates, et père de deux enfants.